# Cúp bóng đá Macedonia 1997–98
Cúp bóng đá Macedonia 1997–98 was the 6th là mùa giải thứ của giải đấu bóng đá loại trực tiếp ở Cộng hòa Macedonia. FK Sileks là đương kim vô địch, having won their second title. The 1997–98 champions were FK Vardar who won their third title.

## Tứ kết
| Đội 1    | TTS | Đội 2            | Lượt đi | Lượt về |
| -------- | --- | ---------------- | ------- | ------- |
| Skopje   | 2–1 | Makedonija       | 1–1     | 1–0     |
| Belasica | 2–5 | Vardar           | 2–2     | 0–3     |
| Borec    | 1–3 | Sileks           | 0–2     | 1–1     |
| Balkan   | 0–2 | Sloga Jugomagnat | 0–0     | 0–2     |

## Bán kết
| Đội 1            | TTS | Đội 2  | Lượt đi | Lượt về |
| ---------------- | --- | ------ | ------- | ------- |
| Sloga Jugomagnat | 3–1 | Sileks | 1–1     | 2–0     |
| Skopje           | 0–5 | Vardar | 0–4     | 0–1     |

## Chung kết
| Vardar                      | 2–0 | Sloga Jugomagnat |
| --------------------------- | --- | ---------------- |
| Krstev 75' · Zdravevski 88' |     |                  |